# Igor Pavlov
Pour les articles homonymes, voir Pavlov.
Pour le programmeur russe homonyme, voir Igor Pavlov (programmeur)
Igor Pavlov né le 18 juillet 1979 à Moscou est un athlète russe, spécialiste du saut à la perche. Il mesure 1,87 m pour 78 kg. Très performant au milieu des années 2000, il a depuis plus de mal à réaliser de beaux parcours en compétition.[non neutre]

## Palmarès

### Jeux olympiques
- Jeux olympiques de 2004 à Athènes ( Grèce)
  - 4e place au saut à la perche avec 5,80 m

### Championnats d'Europe en salle
- Championnats d'Europe en salle de 2005 à Madrid ( Espagne)
  -  Médaille d'or au saut à la perche avec 5,90 m

### Championnats du monde en salle
- Championnats du monde d'athlétisme en salle de 2004 à Budapest ( Hongrie)
  -  Médaille d'or au saut à la perche avec 5,80 m

## Records personnels
- en extérieur 5,81 m à Osaka le 1er septembre 2007
- en salle 5,90 m  à Madrid le 5 mars 2005
- 10 sauts au-dessus de 5,80 m